# Liste der Listen der Mitglieder des Deutschen Bundestages
Ein Mitglied des Deutschen Bundestages (Abkürzung MdB) ist ein gewählter Abgeordneter im Deutschen Bundestag.
Siehe dazu die folgenden Einzelartikel:
- Liste der Mitglieder des Deutschen Bundestages (1. Wahlperiode)
  - 14. August 1949: Bundestagswahl 1949
  - Abgeordnete: 410, davon acht von der Stadtverordnetenversammlung von Groß-Berlin gewählt
  - 1. Februar 1952: Erhöhung der Anzahl der Berliner Abgeordneten auf 19
- Liste der Mitglieder des Deutschen Bundestages (2. Wahlperiode)
  - 6. September 1953: Bundestagswahl 1953
  - Abgeordnete: 487, davon 22 vom Abgeordnetenhaus von Berlin gewählt
  - 4. Januar 1957: zehn vom Landtag des Saarlandes gewählte Abgeordnete treten in den Bundestag ein
- Liste der Mitglieder des Deutschen Bundestages (3. Wahlperiode)
  - 15. September 1957: Bundestagswahl 1957
  - Abgeordnete: 497, davon 22 vom Abgeordnetenhaus von Berlin gewählt
- Liste der Mitglieder des Deutschen Bundestages (4. Wahlperiode)
  - 17. September 1961: Bundestagswahl 1961
  - Abgeordnete: 499, davon 22 vom Abgeordnetenhaus von Berlin gewählt
- Liste der Mitglieder des Deutschen Bundestages (5. Wahlperiode)
  - 19. September 1965: Bundestagswahl 1965
  - Abgeordnete: 496, davon 22 vom Abgeordnetenhaus von Berlin gewählt
- Liste der Mitglieder des Deutschen Bundestages (6. Wahlperiode)
  - 28. September 1969: Bundestagswahl 1969
  - Abgeordnete: 496, davon 22 vom Abgeordnetenhaus von Berlin gewählt
  - 22. September 1972: Deutscher Bundestag spricht dem Bundeskanzler das Misstrauen aus; der Bundespräsident löst den Deutschen Bundestag auf
- Liste der Mitglieder des Deutschen Bundestages (7. Wahlperiode)
  - 19. November 1972: Bundestagswahl 1972
  - Abgeordnete: 496, davon 22 vom Abgeordnetenhaus von Berlin gewählt
- Liste der Mitglieder des Deutschen Bundestages (8. Wahlperiode)
  - 3. Oktober 1976: Bundestagswahl 1976
  - Abgeordnete: 496, davon 22 vom Abgeordnetenhaus von Berlin gewählt
- Liste der Mitglieder des Deutschen Bundestages (9. Wahlperiode)
  - 5. Oktober 1980: Bundestagswahl 1980
  - Abgeordnete: 497, davon 22 vom Abgeordnetenhaus von Berlin gewählt
  - 17. Dezember 1982: Deutscher Bundestag spricht dem Bundeskanzler das Misstrauen aus
  - 6. Januar 1983: der Bundespräsident löst den Deutschen Bundestag auf
- Liste der Mitglieder des Deutschen Bundestages (10. Wahlperiode)
  - 6. März 1983: Bundestagswahl 1983
  - Abgeordnete: 498, davon 22 vom Abgeordnetenhaus von Berlin gewählt
- Liste der Mitglieder des Deutschen Bundestages (11. Wahlperiode)
  - 25. Januar 1987: Bundestagswahl 1987
  - Abgeordnete: 497, davon 22 vom Abgeordnetenhaus von Berlin gewählt
  - 8. Juni 1990: die Berliner Abgeordneten erhalten volles Stimmrecht
  - 3. Oktober 1990: 144 von der Volkskammer der DDR gewählte Abgeordnete treten in den Deutschen Bundestag ein
- Liste der Mitglieder des Deutschen Bundestages (12. Wahlperiode)
  - 2. Dezember 1990: Bundestagswahl 1990
  - Abgeordnete: 662
- Liste der Mitglieder des Deutschen Bundestages (13. Wahlperiode)
  - 16. Oktober 1994: Bundestagswahl 1994
  - Abgeordnete: 672
- Liste der Mitglieder des Deutschen Bundestages (14. Wahlperiode)
  - 27. September 1998: Bundestagswahl 1998
  - Abgeordnete: 669
- Liste der Mitglieder des Deutschen Bundestages (15. Wahlperiode)
  - 22. September 2002: Bundestagswahl 2002
  - Abgeordnete: 603
  - 1. Juli 2005: Deutscher Bundestag spricht dem Bundeskanzler das Misstrauen aus
  - 21. Juli 2005: der Bundespräsident löst den Deutschen Bundestag auf
- Liste der Mitglieder des Deutschen Bundestages (16. Wahlperiode)
  - 18. September 2005: Bundestagswahl 2005
  - Abgeordnete: 614
- Liste der Mitglieder des Deutschen Bundestages (17. Wahlperiode)
  - 27. September 2009: Bundestagswahl 2009
  - Abgeordnete: 622
- Liste der Mitglieder des Deutschen Bundestages (18. Wahlperiode)
  - 22. September 2013: Bundestagswahl 2013
  - Abgeordnete: 631
- Liste der Mitglieder des Deutschen Bundestages (19. Wahlperiode)
  - 24. September 2017: Bundestagswahl 2017
  - Abgeordnete: 709
- Liste der Mitglieder des Deutschen Bundestages (20. Wahlperiode)
  - 26. September 2021: Bundestagswahl 2021
  - Abgeordnete zu Beginn der Legislaturperiode: 736
- Liste der Mitglieder des Deutschen Bundestages (21. Wahlperiode)
  - 23. Februar 2025: Bundestagswahl 2025
  - Abgeordnete zu Beginn der Legislaturperiode: 630